# Фракция «Единой России» в Государственной думе VII созыва

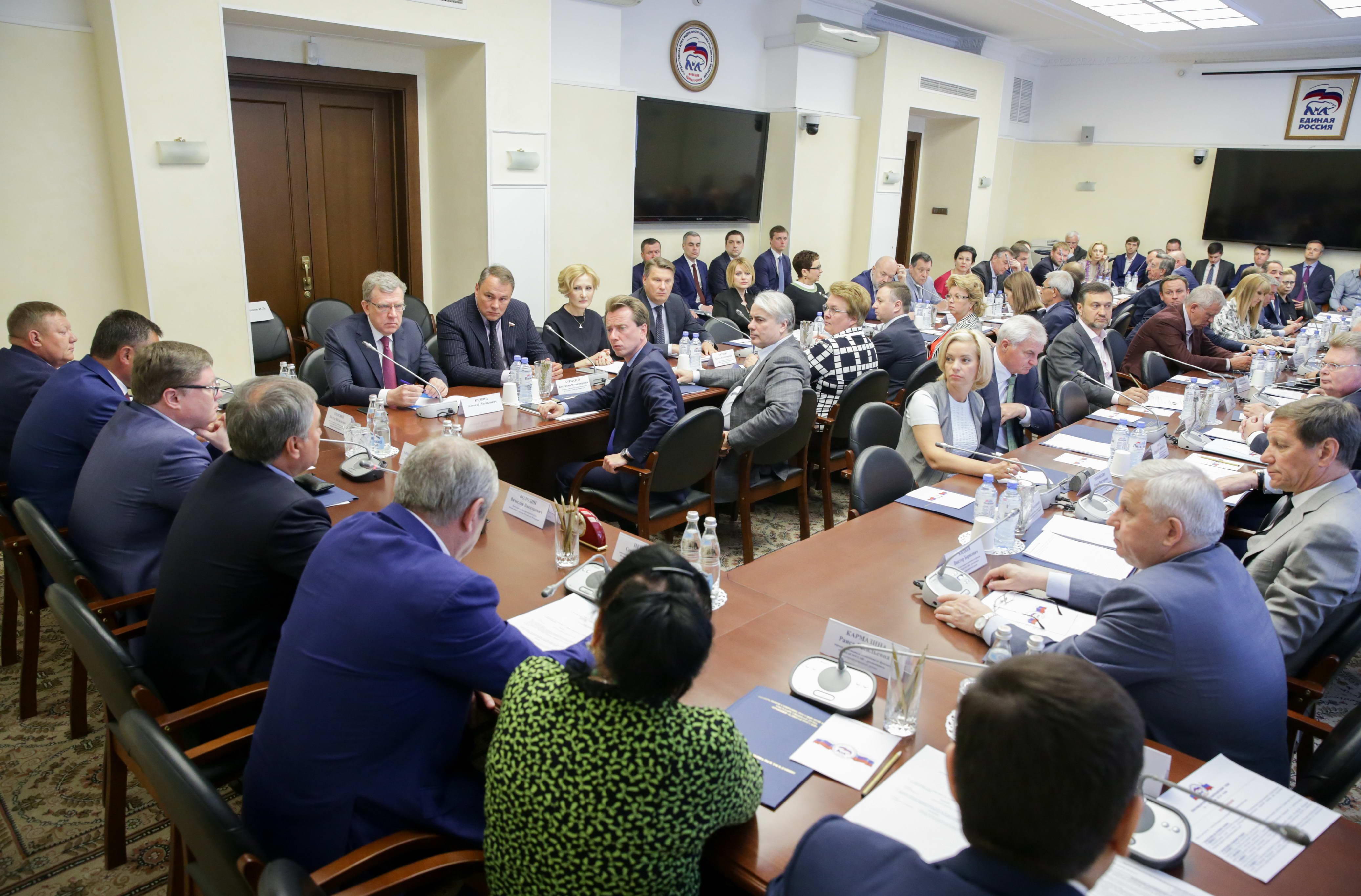
Президиум фракции «Единая Россия» рекомендовал Алексея Кудрина на должность главы Счетной палаты РФ

Фракция «Единой России» в Государственной думе седьмого созыва — депутатское объединение партии «Единая Россия» в Государственной думе 2016—2021 гг. На выборах 18 сентября 2016 года партия «Единая Россия» получила в общей сложности 343 депутатских мандата, из них: 140 — по федеральным спискам и 203 — по одномандатным округам, набрав в итоге 76 % депутатских мандатов и получив конституционное большинство в Государственной думе.
Председателем Государственной думы был избран член «Единой России» Володин Вячеслав Викторович. Из восьми заместителей председателя Госдумы, пятеро — члены «Единой России»: Жуков Александр Дмитриевич — Первый заместитель Председателя ГД; Неверов Сергей Иванович — Заместитель Председателя ГД; Тимофеева Ольга Викторовна — Заместитель Председателя ГД; Толстой Пётр Олегович — Заместитель Председателя ГД; Яровая Ирина Анатольевна — Заместитель Председателя ГД. Из 26 комитетов и 4 комиссий Государственной думы, члены «Единой России» возглавили 13 комитетов и 4 комиссии.
Руководителем фракции «Единой России» в Государственной думе был избран Неверов Сергей Иванович. Руководитель фракции имеет шесть первых заместителей: Исаев Андрей Константинович — Первый заместитель руководителя фракции; Кармазина Раиса Васильевна — Первый заместитель руководителя фракции; Кидяев Виктор Борисович — Первый заместитель руководителя фракции; Панков Николай Васильевич — Первый заместитель руководителя фракции; Пинский Виктор Витальевич — Первый заместитель руководителя фракции; Шхагошев Адальби Люлевич — Первый заместитель руководителя фракции.

## Список депутатов
1. Авдеев Александр Александрович
2. Адучиев Батор Канурович
3. Азимов Рахим Азизбоевич
4. Алексеева Татьяна Олеговна
5. Альшевских Андрей Геннадьевич
6. Аникеев Григорий Викторович
7. Антонова Лидия Николаевна
8. Антошкин Николай Тимофеевич
9. Аршба Отари Ионович
10. Аршинова Алёна Игоревна
11. Аскендеров Заур Асевович
12. Афонский Владимир Игорьевич
13. Байгускаров Зариф Закирович
14. Балыбердин Алексей Владимирович
15. Балыхин Григорий Артёмович
16. Бальбек Руслан Исмаилович
17. Бариев Марат Мансурович
18. Барышев Андрей Викторович
19. Баталина Ольга Юрьевна
20. Баталова Рима Акбердиновна
21. Бахарев Константин Михайлович
22. Бахметьев Виталий Викторович
23. Белеков Иван Итулович
24. Белик Дмитрий Анатольевич
25. Белых Ирина Викторовна
26. Березуцкий Юрий Николаевич
27. Беспалова Марина Павловна
28. Бессараб Светлана Викторовна
29. Бессарабов Даниил Владимирович
30. Бикбаев Ильдар Зинурович
31. Богодухов Владимир Иванович
32. Богуславский Ирек Борисович
33. Боева Наталья Дмитриевна
34. Боженов Сергей Андреевич
35. Бокк Владимир Владимирович
36. Бондаренко Елена Вениаминовна
37. Бондарь Оксана Андреевна
38. Борцов Николай Иванович
39. Боташев Расул Борисович
40. Боярский Сергей Михайлович
41. Брыкин Николай Гаврилович
42. Брыксин Александр Юрьевич
43. Бугера Михаил Евгеньевич
44. Будуев Николай Робертович
45. Бузилов Валерий Викторович
46. Букачаков Родион Борисович
47. Булавинов Вадим Евгеньевич
48. Бурматов Владимир Владимирович
49. Бурнашов Алексей Леонидович
50. Быков Олег Петрович
51. Валеев Эрнест Абдулович
52. Валенчук Олег Дорианович
53. Валуев Николай Сергеевич
54. Василенко Александр Борисович
55. Васильев Александр Николаевич
56. Веллер Алексей Борисович
57. Веремеенко Сергей Алексеевич
58. Ветлужских Андрей Леонидович
59. Водолацкий Виктор Петрович
60. Воевода Алексей Иванович
61. Володин Вячеслав Викторович
62. Воробьев Александр Васильевич
63. Воронина Татьяна Евгеньевна
64. Вострецов Сергей Алексеевич
65. Вторыгина Елена Андреевна
66. Выборный Анатолий Борисович
67. Вяткин Дмитрий Федорович
68. Гаджиев Магомед Тажудинович
69. Гаджиев Мурад Станиславович
70. Гадыльшин Мурад Асфандиарович
71. Газгиреев Юшаа Орснакиевич
72. Ганиев Фарит Глюсович
73. Геккиев Заур Далхатович
74. Герасименко Николай Федорович
75. Германова Ольга Михайловна
76. Гетта Антон Александрович
77. Гильмутдинов Ильдар Ирекович
78. Гладких Борис Михайлович
79. Говорин Николай Васильевич
80. Гоголева Татьяна Степановна
81. Голушко Андрей Иванович
82. Гончар Николай Николаевич
83. Горелкин Антон Вадимович
84. Грибов Александр Сергеевич
85. Гулевский Михаил Владимирович
86. Гусева Ирина Михайловна
87. Гутенев Владимир Владимирович
88. Дамдинов Алдар Валерьевич
89. Данчикова Галина Иннокентьевна
90. Делимханов Адам Султанович
91. Демченко Иван Иванович
92. Дерябкин Виктор Ефимович
93. Дзюба Виктор Викторович
94. Дивинский Игорь Борисович
95. Догаев Ахмед Шамханович
96. Драчев Владимир Петрович
97. Духанина Любовь Николаевна
98. Евланов Владимир Лазаревич
99. Езубов Алексей Петрович
100. Елыкомов Валерий Анатольевич
101. Есяков Сергей Яковлевич
102. Ефимов Виталий Борисович
103. Жарков Антон Викторович
104. Железняк Сергей Владимирович
105. Жуков Александр Дмитриевич
106. Жупиков Александр Владимирович
107. Журова Светлана Сергеевна
108. Завальный Павел Николаевич
109. Заварзин Виктор Михайлович
110. Загребин Алексей Егорович
111. Затулин Константин Федорович
112. Земцов Николай Георгиевич
113. Зиннуров Ирек Хайдарович
114. Зобнев Виктор Викторович
115. Зубарев Виктор Владиславович
116. Иванов Валерий Викторович
117. Иванов Максим Анатольевич
118. Игнатов Виктор Александрович
119. Игошин Игорь Николаевич
120. Изотов Алексей Николаевич
121. Ильтяков Александр Владимирович
122. Исаев Андрей Константинович
123. Исламов Дмитрий Викторович
124. Ишсарин Рамзил Рафаилович
125. Ищенко Александр Николаевич
126. Кабанова Валентина Викторовна
127. Кавинов Артем Александрович
128. Казаков Виктор Алексеевич
129. Казакова Ольга Михайловна
130. Каличенко Андрей Владимирович
131. Каминский Александр Викторович
132. Канаев Алексей Валерианович
133. Карелин Александр Александрович
134. Карлов Георгий Александрович
135. Кармазина Раиса Васильевна
136. Карпов Анатолий Евгеньевич
137. Касаева Татьяна Викторовна
138. Катенев Владимир Иванович
139. Качкаев Павел Рюрикович
140. Квитка Иван Иванович
141. Кидяев Виктор Борисович
142. Клыканов Александр Борисович
143. Кобзев Юрий Викторович
144. Кобилев Алексей Геннадьевич
145. Ковпак Лев Игоревич
146. Когогина Альфия Гумаровна
147. Козенко Андрей Дмитриевич
148. Козловский Александр Николаевич
149. Колесников Олег Алексеевич
150. Кононов Владимир Михайлович
151. Костенко Наталья Васильевна
152. Косяненко Евгений Викторович
153. Коткин Сергей Николаевич
154. Кравченко Денис Борисович
155. Красноштанов Алексей Николаевич
156. Красов Андрей Леонидович
157. Крашенинников Павел Владимирович
158. Кривенко Татьяна Олеговна
159. Кривоносов Сергей Владимирович
160. Крупенников Владимир Александрович
161. Кувшинова Наталья Сергеевна
162. Кувычко Анна Александровна
163. Кудрявцев Максим Георгиевич
164. Кузьмин Михаил Владимирович
165. Кулик Геннадий Васильевич
166. Лавриненко Алексей Федорович
167. Ламейкин Дмитрий Викторович
168. Левицкий Юрий Андреевич
169. Ледков Григорий Петрович
170. Литовченко Анатолий Григорьевич
171. Лоор Иван Иванович
172. Лысаков Вячеслав Иванович
173. Лященко Алексей Вадимович
174. Маграмов Абдулмажид Варисович
175. Макаров Андрей Михайлович
176. Макиев Зураб Гайозович
177. Максимов Александр Александрович
178. Максимов Василий Юрьевич
179. Максимова Надежда Сергеевна
180. Максимова Светлана Викторовна
181. Малов Николай Владимирович
182. Марданшин Рафаэль Мирхатимович
183. Марков Андрей Павлович
184. Марченко Евгений Евгеньевич
185. Марьяш Ирина Евгеньевна
186. Медведев Иван Владимирович
187. Мельник Владимир Иванович
188. Менделевич Борис Давыдович
189. Милонов Виталий Валентинович
190. Минкин Иршат Султанович
191. Миронова Валентина Михайловна
192. Митина Елена Анатольевна
193. Мищеряков Юрий Николаевич
194. Морозов Дмитрий Анатольевич
195. Москвин Денис Павлович
196. Москвичев Евгений Сергеевич
197. Мукабенова Марина Алексеевна
198. Муцоев Зелимхан Аликоевич
199. Назарова Наталья Васильевна
200. Неверов Сергей Иванович
201. Николаев Николай Петрович
202. Николаева Виктория Викторовна
203. Никонов Вячеслав Алексеевич
204. Новиков Владимир Михайлович
205. Носов Александр Алексеевич
206. Огуль Леонид Анатольевич
207. Окунева Ольга Владимировна
208. Олейников Юрий Павлович
209. Онищенко Геннадий Григорьевич
210. Ооржак Мерген Дадар-оолович
211. Осипов, Илья Владимирович
212. Павлова Ольга Ивановна
213. Палкин Андрей Васильевич
214. Панина Елена Владимировна
215. Панков Николай Васильевич
216. Пахомов Сергей Александрович
217. Перминов Дмитрий Сергеевич
218. Петров Александр Петрович
219. Петров Анатолий Ильич
220. Петров Сергей Валериевич
221. Петров Юрий Александрович
222. Петрунин Николай Юрьевич
223. Пивненко Валентина Николаевна
224. Пилюс Наталия Николаевна
225. Пимашков Петр Иванович
226. Пинский Виктор Витальевич
227. Пирог Дмитрий Юрьевич
228. Пискарев Василий Иванович
229. Плотников Владимир Николаевич
230. Поклонская Наталья Владимировна
231. Поляков Александр Алексеевич
232. Пономарев Аркадий Николаевич
233. Примаков Евгений Александрович
234. Прокопьев Александр Сергеевич
235. Пушкарев Владимир Александрович
236. Пушкина Оксана Викторовна
237. Пятикоп Александр Иванович
238. Рахматуллина Зугура Ягануровна
239. Ревенко Евгений Васильевич
240. Резник Владислав Матусович
241. Ресин Владимир Иосифович
242. Роднина Ирина Константиновна
243. Романенко Роман Юрьевич
244. Романов Михаил Валентинович
245. Рудченко Валентина Васильевна
246. Саблин Дмитрий Вадимович
247. Савастьянова Ольга Викторовна
248. Савченко Светлана Борисовна
249. Сазонов Дмитрий Валерьевич
250. Сайтиев Бувайсар Хамидович
251. Санина Наталья Петровна
252. Сапко Игорь Вячеславович
253. Сапрыкина Татьяна Васильевна
254. Саралиев Шамсаил Юнусович
255. Сафаралиев Гаджимет Керимович
256. Сватковский Дмитрий Валерьевич
257. Селиверстов Виктор Валентинович
258. Селимханов Магомед Саламович
259. Серова Елена Олеговна
260. Серпер Евгений Александрович
261. Сибагатуллин Фатих Саубанович
262. Сидоров Александр Леонидович
263. Симановский Леонид Яковлевич
264. Синяговский Владимир Ильич
265. Ситников Алексей Владимирович
266. Скляр Геннадий Иванович
267. Скоч Андрей Владимирович
268. Скриванов Дмитрий Станиславович
269. Скруг Валерий Степанович
270. Слыщенко Константин Григорьевич
271. Смирнов Юрий Валентинович
272. Солнцева Светлана Юрьевна
273. Соломатина Татьяна Васильевна
274. Сопчук Сергей Андреевич
275. Станкевич Игорь Валентинович
276. Старшинов Михаил Евгеньевич
277. Суббот Валентин Владимирович
278. Сураев Максим Викторович
279. Сухарев Игорь Николаевич
280. Таймазов Артур Борисович
281. Тарасенко Михаил Васильевич
282. Тен Сергей Юрьевич
283. Терентьев Михаил Борисович
284. Терешкова Валентина Владимировна
285. Тетерин Иван Михайлович
286. Тимофеева Ольга Викторовна
287. Тихомиров Анатолий Федорович
288. Ткачев Алексей Николаевич
289. Толстой Петр Олегович
290. Третьяк Владислав Александрович
291. Туров Артём Викторович
292. Тутова Лариса Николаевна
293. Умаханов Умахан Магомедгаджиевич
294. Фаррахов Айрат Закиевич
295. Федоров Евгений Алексеевич
296. Федяев Павел Михайлович
297. Фетисов Вячеслав Александрович
298. Фирюлин Иван Иванович
299. Фокин Александр Иванович
300. Фролова Тамара Ивановна
301. Хайров Ринат Шамильевич
302. Хайруллин Айрат Назипович
303. Харсиев Алихан Анатольевич
304. Хасанов Мурат Русланович
305. Хинштейн Александр Евсеевич
306. Хор Глеб Яковлевич
307. Хохлов Алексей Алексеевич
308. Хуснулин Равиль Камильевич
309. Цыбизова Татьяна Игоревна
310. Чайка Валентин Васильевич
311. Чепиков Сергей Владимирович
312. Черкесов Леонид Ильич
313. Чернышев Андрей Владимирович
314. Чернышев Михаил Анатольевич
315. Черняева Нина Алексеевна
316. Чижов Сергей Викторович
317. Чилингаров Артур Николаевич
318. Чиндяскин Сергей Викторович
319. Шаккум Мартин Люцианович
320. Шаманов Владимир Анатольевич
321. Швыткин Юрий Николаевич
322. Шеремет Михаил Сергеевич
323. Шишкоедов Василий Михайлович
324. Шойгу Лариса Кужугетовна
325. Шолохов Александр Михайлович
326. Шрейдер Виктор Филиппович
327. Шубин Игорь Николаевич
328. Шулепов Евгений Борисович
329. Шхагошев Адальби Люлевич
330. Щаблыкин Максим Иванович
331. Эмиргамзаев Абдулгамид Гасанович
332. Юмашева Инга Альбертовна
333. Юрков Дмитрий Васильевич
334. Якубовский Александр Владимирович
335. Ямпольская Елена Александровна
336. Яровая Ирина Анатольевна
337. Ярошук Александр Георгиевич
338. Яхнюк Сергей Васильевич

## Отношение избирателей РФ к инициативам фракции «Единая Россия»
Партия власти «Единая Россия» получила серьёзную поддержку на думских выборах 2016 года (343 места, на 105 больше, чем пятью годами ранее). Члены фракции пользовались уважением, и их деятельность особых споров не вызывала.
Ситуация изменилась летом-осенью 2018 года, когда был рассмотрен и принят закон о повышении пенсионного возраста. В Госдуме за соответствующий законопроект проголосовала только фракция «Единой России», все оппозиционные фракции выступили против. Граждане страны считают реформу «грабительской» и обвиняют власти в предательстве. Недовольство усилилось замалчиванием пенсионной темы перед президентскими выборами-2018, внезапностью внесения законопроекта под прикрытием футбольного чемпионата, отсутствием диалога с населением. Отношение к думским депутатам, поддержавшим законопроект, стало резко негативным. Повсеместно состоялись митинги протеста, на которых звучали требования об отзыве депутатов от «Единой России», в ряде городов прошли марши «Позорный полк» (участники несли портреты с надписями «поддержал(а) пенсионную реформу») и акции «#неизбираем» (протестующие призывали никогда больше не избирать лиц, перечисленных в предыдущем разделе, в какие бы то ни было органы власти).